# Ambedkar Nagar (dystrykt)
Dystrykt Ambedkar Nagar (hindi: अंबेडकर नगर ज़िला, urdu: امبیڈکر نگر ضلع) – jeden z 75 indyjskich dystryktów stanu Uttar Pradesh. W jego skład wchodzi 5 taluków:
- Akbarpur
- Tanda
- Jalalpur
- Rajesultanpur
- Alapur

W dystrykcie w 2011 roku zamieszkiwało 2 026 876 osób, w tym 1 024 953 mężczyzn i 1 001 923 kobiet. Umiejętność czytania i pisania opanowało 58,43% mieszkańców, w tym 71,37% mężczyzn i 45,30% kobiet.